# Pic Macaya
Pic Macaya (Macaya Peak) – jest drugą co do wysokości górą na Haiti po Pic la Selle (wznoszącą się na 2680 metrów nad poziomem morza) i piątą najwyższą na Karaibach, wznoszącą się na wysokość 2347 metrów (7 700 stóp) nad poziomem morza. Znajduje się w Massif de la Hotte, 36 kilometrów (22 mil) na północny zachód od Les Cayes i 195 km (121 mil) na zachód od Port-au-Prince. Góra znajduje się w Parku Narodowym Pic Macaya. Pic Macaya znajduje się pomiędzy miastami Les Cayes i Jérémie.

## Historia
Pic Macaya jest źródłem wytwarzania wody i ma bogatą glebę, która wspiera jej gęste lasy sosnowe. Ma wysoką koncentrację różnorodności biologicznej z licznymi gatunkami endemicznymi i jest także miejscem gniazdowania dla zagrożonego stada czarnopłetwego.

## Fauna i flora
Strefa lasu mglistego, objęta Parkiem Narodowym Macaya, charakteryzuje się z pobliskim szczytem Formon,  wyjątkowym miejscem (od 1700 do 2300 metrów nad poziomem morza) i mniej niż 10 km²) krytycznie zagrożonym gatunkiem płazów Eleutherodactylus thorectes. W 2012, jako jeden z 100 najbardziej zagrożonych gatunków Międzynarodowej Unii Ochrony Przyrody.